# Liste des épisodes d'Amazing Spider-Man : Âge de la maturité
Pour un article plus général, voir Liste des épisodes de Spider-Man.
La liste des épisodes d'Amazing Spider-Man : Âge de la maturité est une liste de comic books autour du personnage de Spider-Man.

## Âge de la maturité (#252 à #393)

### Le costume alien (#252 - #263)
| | | | | |
| 252 | (Homecoming) | Roger Stern et Tom DeFalco                                                                                                 | Ron Frenz | Mai 1984 |
| La victoire acquise, Spidey et le doctor Connors sont téléportés à Central Park. Spidey a conservé l'étrange costume noir qu'il a acquis sur la station galactique. De retour chez lui, il essaie de retrouver le cours normal de son existence. Il appelle Felicia pour mettre au clair leur relation, mais elle ne répond pas ; cette dernière est en chemin vers son appartement, pour lui expliquer qu'elle a subi une opération par les médecins du Caïd qui lui ont donné des pouvoirs extraordinaires. Spidey sort lorsqu'elle arrive à son appartement. | | | | |
| Remarques | Cette histoire se déroule après les évènements de PP:SSM #89 et suit directement la fin des Guerres secrètes.              | Cette histoire se déroule après les évènements de PP:SSM #89 et suit directement la fin des Guerres secrètes.              | Cette histoire se déroule après les évènements de PP:SSM #89 et suit directement la fin des Guerres secrètes.              | Cette histoire se déroule après les évènements de PP:SSM #89 et suit directement la fin des Guerres secrètes.              |
| | | | | |
| 253 | (By Myself Betrayed) | Tom DeFalco | Rick Leonardi | Juin 1984 |
| Alors qu'il couvre un match de football américain pour le Bugle, Peter rencontre un de ses anciens étudiants d'ESU, dont le père est lui-même un sportif de haut niveau. Alors que Spidey se rend à un dîner chez sa tante et Nathan, le père de son ancien étudiant, Ray Nesters, subit un chantage d'une étrange organisation mafieuse. A la fin du repas, Peter informe May de sa décision de suspendre son doctorat. Au Bugle, Robertson informe le photographe que ses productions récentes ont été de piètre qualité, et que le journal pourrait ne plus acheter ses photos. Spidey apprend que Nesters a été enlevé et le sauve. | | | | |
| | | | | |
| 254 | (With Great Power...) | Tom DeFalco | Rick Leonardi | Juillet 1984 |
| Spider-Man assiste discrètement à une opération des pompiers de New York qui repêchent, du fond du fleuve, le fourgon blindé dans lequel l'Araignée a battu le Hobgoblin il y a plusieurs semaines. Peter souhaite parler à la Chatte Noire, avec laquelle il n'a pas pu avoir de véritable conversation depuis leur dernière aventure la semaine passée. Nathan l'invite à dîner avec May pour qu'ils se réconcilient, mais le fourgon du Hobgoblin est volé avant d'arriver à destination ; Peter rate le dîner à cause d'une confrontation avec Jack O'Lantern. | | | | |
| Remarques | Cette histoire se déroule une semaine après PP:SSM #91.                                                                    | Cette histoire se déroule une semaine après PP:SSM #91.                                                                    | Cette histoire se déroule une semaine après PP:SSM #91.                                                                    | Cette histoire se déroule une semaine après PP:SSM #91.                                                                    |
| | | | | |
| 255 | (Even a Ghost can Fear the Night)                                                                                          | Tom DeFalco | Ron Frenz | Août 1984 |
| Exténué, Peter s'endort dans son lit. Son costume noir, posé à quelques mètres de lui, prend vie et s'approche de lui. Peter se réveille le lendemain à 19h, aussi fatigué que la veille, comme s'il avait été actif pendant toute la journée. Pendant ce temps, un cambrioleur professionnel appelé Black Fox est recruté à son insu par un ennemi des Quatre fantastiques et d'Iron Man pour commettre des vols. Spidey réussit à remonter la piste jusqu'au commanditaire, l'arrête et appelle la police. | | | | |
| Remarques | Cette histoire se déroule une semaine après Marvel Team-Up #142-143 et après PP:SSM #92. Première apparition de Black Fox. | Cette histoire se déroule une semaine après Marvel Team-Up #142-143 et après PP:SSM #92. Première apparition de Black Fox. | Cette histoire se déroule une semaine après Marvel Team-Up #142-143 et après PP:SSM #92. Première apparition de Black Fox. | Cette histoire se déroule une semaine après Marvel Team-Up #142-143 et après PP:SSM #92. Première apparition de Black Fox. |
| | | | | |
| 256 | (Introducing... Puma!) | Tom DeFalco | Ron Frenz | Septembre 1984 |
| Spidey et la Chatte noire coopèrent : tandis que l'Araignée se débarrasse de malfrats et fait venir la police, son acolyte le prend en photo, et Peter peut les vendre au Bugle. Arrivant sur place, Peter tombe sur MJ, et décline sa proposition de rendez-vous pour aller dormir. Sur le chemin du retour, il est attaqué par le Puma, qui a été recruté par un maître du crime appelé la Rose. Tombant de plusieurs étages, il se déplace la clavicule tandis que son ennemi s'approche dangereusement de lui. | | | | |
| | | | | |
| 257 | (Beware the Claws of Puma)                                                                                                 | Tom DeFalco | Ron Frenz | Octobre 1984 |
| Alors qu'il va être tué par le Puma, la Chatte noire arrive et sauve Spider-Man. Ils se réfugient dans l'appartement de Peter, où ce dernier a du mal à ordonner à son costume noir extraterrestre de quitter son corps. La Chatte noire le trouve suspect et lui conseille de faire ce que Reed Richards lui a proposé, c'est-à-dire de lui apporter le costume pour qu'il l'analyse. L'anti-héroïne se rend compte qu'elle n'aime pas tant Peter que l'Araignée et quitte l'appartement. Mary Jane arrive et découvre le bras cassé de Peter, qui a à peine le temps de la faire sortir de l'appartement avant que Puma n'arrive. Il bat Spider-Man après un combat destructeur dans son appartement, mais, admirant son courage, décide de l'épargner. Alors que tous le croyaient mort, le Hobgoblin rend une visite à la Rose. Retournant dans son appartement, Peter tombe sur MJ, qui lui avoue qu'elle connaît son identité secrète depuis des années. | | | | |
| | | | | |
| 258 | (The Sinister Secret of Spider-Man's New Costume)                                                                          | Tom DeFalco | Ron Frenz | Novembre 1984 |
| La Chatte noire débarque dans l'appartement de Peter au moment où MJ lui révèle qu'elle connaît son identité secrète, ce qui lui apporte une préuve définitive. Un malentendu fait que Peter et la Chatte noire restent en couple, et Peter laisse Mary Jane partir. Prenant au sérieux l'étrange comportement de son costume, il se rend avec au Baxter Building, siège des Quatre fantastiques, et Reed Richards lui apprend que le costume est vivant et se nourrit de son énergie vitale ; il s'agit d'un symbiote. Richards réussit à le séparer du costume grâce à un pistolet à rayons laser, et Spidey rentre chez lui avec un costume de rechange de Johnny Storms et un sachet en carton sur la tête. | | | | |
| | | | | |
| 259 | (All my Pasts Remembered)                                                                                                  | Tom DeFalco | Ron Frenz | Décembre 1984 |
| Mary Jane et Peter marchent dans Central Park tandis que MJ explique à Peter comment elle a découvert qu'il est Spider-Man. Elle lui raconte comment elle a vécu sans ses parents dès un jeune âge du fait des excès de colère de son père. Au même moment, le Hobgoblin et Rose renouvellent leur accord. Le successeur du Bouffon Vert veut tuer Harry et Liz Oborn. Apprenant son retour, Peter enfile à nouveau son costume bleu et rouge. | | | | |
| | | | | |
| 260 | (The Challenge of Hobgoblin)                                                                                               | Tom DeFalco | Ron Frenz | Janvier 1985 |
| Alors qu'Harry Osborn est dans son bureau à la tour d'Osborn Industries, le Hobgoblin débarque et le menace. Il cherche le journal secret de Norman Osborn. Spidey arrive juste à temps pour éviter un massacre. Mary Jane et Liz sont enlevées par des hommes de main du Hobgoblin. | | | | |
| | | | | |
| 261 | (The Sins of my Father) | Tom DeFalco | Ron Frenz | Février 1985 |
| Harry Osborn retrouve la version originale du journal secret de son père, le Bouffon Vert. Spidey soupçonne que sa déposition à la police est incomplète, et qu'il sait plus qu'il ne le laisse paraître. Un étrange drone télécommandé se rend au Baxter Building et perce un trou dans le conteneur qui piégeait le symbiote, et le laisse s'échapper. L'Araignée retrouve le Hobgoblin près des docks mais ce dernier, voyant la police arriver, met le feu à l'entrepôt où se trouvaient son équipement et le journal d'Osborn. Liz, qui est sur le point d'accoucher, est emmenée à l'hôpital. | | | | |
| | | | | |
| 262 | (Trade Secrets) | Bob Layton | Bob Layton | Mars 1985 |
| Après s'être rendu en tant que Spider-Man à l'aéroport de Newark, Peter se change dans une petite salle de l'aéroport. Arrive à ce moment le paparazzi J. Jones, qui le prend en photo sans son masque. Remettant son masque, il le pourchasse dans l'aéroport mais le perd de vue. Grâce à Ben Urich, Peter trouve l'adresse du journaliste et, arrivant chez lui, découvre qu'il est l'objet d'intimidations par un gang. Il sauve Jones et supprime la photo. | | | | |
| | | | | |
| 263 | (The Spectacular Spider-Kid)                                                                                               | Tom DeFalco | Ron Frenz | Avril 1985 |
| Un jeune homme du nom de Ollie Osnick, qui est martyrisé au lycée, revêt un costume de Spider-Man la nuit et, grâce aux tentacules articulés qu'il peut se greffer au dos, lutte contre le crime la nuit. Peter se rend à l'hôpital de l'université Columbia pour apporter du soutien à Harry, qui déprime car il n'a pas pu empêcher le Hobgoblin de faire du mal à Liz. Peter repense à comment il n'a pas pu sauver la femme qu'il a le plus aimé, Gwen Stacy, il y a quelques années. Ayant laissé son costume trop longtemps à la machine à laver, il enfile un costume noir que lui a fait la Chatte noire. Il décourage Ollie de continuer à pourchasser des malfrats. | | | | |
| Remarques | Cette histoire se déroule après PP:SSM #99.                                                                                | Cette histoire se déroule après PP:SSM #99.                                                                                | Cette histoire se déroule après PP:SSM #99.                                                                                | Cette histoire se déroule après PP:SSM #99.                                                                                |
| | | | | |

### Le retour du Super Bouffon (#264 - #292)
| 264 | (Red 9 and Red Tape) | Tom DeFalco | Ron Frenz | Mai 1985 |
| Spidey se bat contre un adversaire qui se fait appeler Red 9. | | | | |
| | | | | |
| 265 | (After the Fox) | Tom DeFalco | Ron Frenz | Juin 1985 |
| Le voleur du nom de Black Fox fait expertiser des joyaux par un joailler français afin de les vendre et de prendre sa retraite. Leur transaction est interrompue par l'arrivée de la police. À l'hôpital, le fils d'Harry et Liz, Norman "Normie" Osborn, naît. Une entreprise de sécurité privée, Sable International, a été payée pour arrêter le voleur. Spidey récupère les joyaux et les rend à Silver Sable, et décide de donner une dernière chance au voleur en le laissant s'échapper. Peter et May se réconcilient.             | | | | |
| | | | | |
| 266 | (Jump for my Love) | Peter David | Sal Buscema | Juillet 1985 |
| Spider-Man sauve un homme désespéré, Mortimer Toynbee, du suicide. Ce dernier souhaite devenir le partenaire de Spidey, ce qu'il refuse. Les médias font écho de l'affaire et Spider-Kid, que l'Araignée avait rejeté récemment, décide de le rejoindre pour lui demander des explications. Le Crapeau s'en mêle également. Ils décident de faire équipe ensemble et de lâcher Spider-Man. Peter découvre que sa voisine, Bambi, regarde tous les matins le soleil se coucher depuis le toit de leur immeuble, et décide de la rejoindre. | | | | |
| | | | | |
| 267 | (The Commuters Cometh) | Peter David | Bob McLeod | Août 1985 |
| La Torche Humaine trouve Spider-Man, vêtu du costume noir cousu par la Chatte noire. Croyant qu'il s'agit du symbiote, il l'attaque, avant de se rendre compte qu'il ne s'agit que de Spider-Man. Après avoir conversé, Spidey reprend sa patrouille dans la ville. Il doit se rendre dans une banlieue pour traquer un voleur, mais a du mal à se déplacer du fait de l'absence de buildings. | | | | |
| Remarques | Cette histoire se déroule après Web of Spider-Man #5 et PP:SSM #103.                                                                   | Cette histoire se déroule après Web of Spider-Man #5 et PP:SSM #103.                                                                   | Cette histoire se déroule après Web of Spider-Man #5 et PP:SSM #103.                                                                   | Cette histoire se déroule après Web of Spider-Man #5 et PP:SSM #103.                                                                   |
| | | | | |
| 268 | (This Gold is Mine) | Tom DeFalco | Ron Frenz | Septembre 1985 |
| Après la venue du Beyonder sur Terre, plusieurs bâtiments ont été transformés en or massif, ce qui intéresse le Caïd. Spider-Man doit en gérer les répercussions. | | | | |
| Remarques | Cette histoire se déroule après Secret Wars II.                                                                                        | Cette histoire se déroule après Secret Wars II.                                                                                        | Cette histoire se déroule après Secret Wars II.                                                                                        | Cette histoire se déroule après Secret Wars II.                                                                                        |
| | | | | |
| 269 | (Burn, Spider, Burn!) | Tom DeFalco | Ron Frenz | Octobre 1985 |
| Alors que Peter déjeune à la pension tenue par sa tante May, son sens d'araignée s'active. Firelord, une divinité et ancien héraut de Galactus, est arrivé sur Terre. Spidey n'arrive pas à le battre, et bat en retraite et décide de laisser Firelord aux Vengeurs ou aux Quatre Fantastiques. Retrouvant une photo de son oncle Ben, il revient sur sa décision et repart au combat. | | | | |
| | | | | |
| 270 | (The Hero and the Holocaust) | Tom DeFalco | Ron Frenz | Novembre 1985 |
| Filrelord pourchasse l'Araignée dans tout New York. Cette dernière réussit à le blesser en le piégeant dans l'explosion d'un bâtiment. Les Vengeurs arrivent et s'assurent de la capture de Firelord. | | | | |
| | | | | |
| 271 | (Whatever Happened to Crusher Hogan?)                                                                                                  | Tom DeFalco | Ron Frenz | Décembre 1985 |
| Après avoir été battu par Spidey dans Amazing Fantasy #15, Hogan a perdu son titre et travaille comme agent d'entretien dans une salle de sport gérée par Manslaughter Marsdale, un malfrat local. Mary Jane repeint l'appartement de Peter. Nathan reçoit des menaces par téléphone et se rend à un rendez-vous. Alors qu'il avait promis à May de garder un œil sur lui, Spidey se bat contre Marsdale pendant la nuit ; le lendemain, Nathan est à l'hôpital.                                                                          | | | | |
| | | | | |
| 272 | (Make Way for Slyde) | Tom DeFalco | Sal Buscema | Janvier 1986 |
| Un scientifique qui a subi des mésaventures dans son entreprise enfile un costume et s'équipe avec des technologies de pointe. Il se fait appeler Slyde et commet plusieurs vols. Il décide de se venger de l'entreprise qui a volé sa propriété intellectuelle, Beemont. | | | | |
| | | | | |
| 273 | (To Challenge the Beyonder) | Tom DeFalco | Ron Frenz | Février 1986 |
| Peter est encore endeuillé par la mort de Jean DeWolff. Une secte dédiée au Beyonder devient de plus en plus populaire à New York. Spidey et Puma collaborent. Le Beyonder envoie Puma à Tokyo. | | | | |
| Remarques | Cette histoire se déroule après les évènements de SSM #107-110 et Web of Spider-Man #11 et #12. Elle trouve sa suite dans PP:SSM #111. | Cette histoire se déroule après les évènements de SSM #107-110 et Web of Spider-Man #11 et #12. Elle trouve sa suite dans PP:SSM #111. | Cette histoire se déroule après les évènements de SSM #107-110 et Web of Spider-Man #11 et #12. Elle trouve sa suite dans PP:SSM #111. | Cette histoire se déroule après les évènements de SSM #107-110 et Web of Spider-Man #11 et #12. Elle trouve sa suite dans PP:SSM #111. |
| | | | | |
| 274 | (Lo, There Shall Come a Champion) | Tom DeFalco | Ron Frenz | Mars 1986 |
| Alors que Spider-Man infiltre un entrepôt du Caïd, il commence à avoir des apparitions. Il se bat contre le Bouffon vert, qui explose après une collision avec un building. Il s'endort, fait un cauchemar, et lorsqu'il se réveille, voit George Stacy, qui lui rappelle qu'il n'a pas su protéger sa fille Gwen. Il la voit alors tomber dans le vide et la sauve. Peter est tourmenté par toutes les morts qu'il n'a su éviter. Sortant du cauchemar, il sauve le Caïd d'un sniper.                                                    | | | | |
| Remarques | Cette histoire s'achève dans Secret Wars II.                                                                                           | Cette histoire s'achève dans Secret Wars II.                                                                                           | Cette histoire s'achève dans Secret Wars II.                                                                                           | Cette histoire s'achève dans Secret Wars II.                                                                                           |
| | | | | |
| 275 | (The Choice and the Challenge) | Tom DeFalco | Ron Frenz | Avril 1986 |
| Le Hobgoblin décide de faire son grand retour au moment où Peter, hanté par les visions qu'il a eues précédemment, prend la décision de ne plus être Spider-Man. Il explique à Mary Jane que Gwen est morte à cause de lui, et qu'il n'a jamais pu protéger ses proches. Sha-Shan révèle à Flash qu'elle sait qu'il la trompe avec Betty Brant. Ned Leeds confronte Flash mais il le frappe. Le Hobgoblin enlève Sha-Shan et la jette dans le vide ; cela rappelle à Spidey la mort de Gwen, et il réussit à la rattraper.                | | | | |
| | | | | |
| 276 | (Unmasked) | Tom DeFalco | Ron Frenz | Mai 1986 |
| Spider-Man se bat contre le Hobgoblin mais est blessé. Lors de leur rencontre suivante, Spidey retire le masque de son adversaire : il s'agit de Flash Thompson. La police trouve l'équipement du Hobgoblin dans une armoire chez Flash, ce qui semble accréditer la thèse. | | | | |
| | | | | |
| 277 | | | | Juin 1986 |
| | (The Rules of the Game) | Tom DeFalco | Ron Frenz | |
| Peter a du mal à encaisser la nouvelle selon laquelle Flash est le Hobgoblin. Peter reçoit un appel de Matt Murdock/Daredevil, dont la maison a été détruite par les hommes du Caïd après que celui-ci a découvert son identité secrète. Spidey se rend chez le Caïd et le prévient qu'il le garde à l’œil. | | | | |
| Remarques | Cette histoire se déroule après les évènements de Daredevil #228.                                                                      | Cette histoire se déroule après les évènements de Daredevil #228.                                                                      | Cette histoire se déroule après les évènements de Daredevil #228.                                                                      | Cette histoire se déroule après les évènements de Daredevil #228.                                                                      |
| | (Cry of the Wendigo) | Charles Vess | Charles Vess | |
| Peter fait un cauchemar pendant une nuit où il neige fortement à New York. Il enfile son costume et part en vadrouille. Il sauve une petite fille de l'attaque de malfrats. | | | | |
| | | | | |
| 278 | (If this be Justice) | Tom DeFalco, Peter David, Jo Duffy | Mike Harris | Juillet 1986 |
| Robbie demande à Peter d'aller faire une interview de Flash en prison. Sur le chemin, il remarque qu'un étrange policier l'épie. Pendant ce temps, Brian DeWolff, le frère de Jean DeWolff, reprend un vieux costume et se fait appeler le Spectre. Dans la prison, Peter se rend compte que quelqu'un se fait passer pour un policier. Il le bat avant qu'il ne tue Flash, mais il s'échappe et tire sur le Spectre en ce faisant. Peter est convaincu que Flash a été manipulé.                                                         | | | | |
| | | | | |
| 279 | (Savage is the Sable) | Tom DeFalco | Rick Leonardi | Août 1986 |
| L'entreprise de Silver Sable, qui est une agence de renseignement privée, est contactée par une entreprise qui souhaite que Jack O'Lantern soit arrêté. Sable publie dans les journaux un message à l'attention de Spidey pour le recruter. Celui-ci est cependant occupé en Virginie (Web of Spider-Man #16-18). | | | | |
| | | | | |
| 280 | (The Sinister Syndicate) | Tom DeFalco | Ron Frenz et Brett Breeding | Septembre 1986 |
| Spider-Man est de retour à New York. Son costume bleu et rouge déchiqueté, il reprend le costume noir. Il s'allie avec Silver Sable pour faire face au Sinistre Syndicat, qui est composé de super-criminels tels que le Rhino, le Scarabée et Hydro-Man. Ned et Betty se séparent. | | | | |
| | | | | |
| 281 | (When Warriors Clash) | Tom DeFalco | Ron Frenz et Brett Breeding | Octobre 1986 |
| A Coney Island, Spidey et Sable sont aidés par l'Homme Sable, qui a quitté le crime depuis plusieurs années. Jack O'Lantern libère Flash de sa cellule, et celui-ci réussit à s'échapper. Après un combat contre le Rhino, Spidey souffre d'une concussion qui ne veut pas s'arrêter. | | | | |
| | | | | |
| 282 | (The Fury of X-Factor) | Tom DeFalco | Rick Leonardi | Novembre 1986 |
| Jameson embauche l'entreprise X-Factor, qui a été montée par d'anciens X-Men, pour qu'ils capturent Spider-Man. Peter tombe dans les pommes chez lui, et Mary Jane le soigne. Il s'échappe de son appartement et tombe sur les mutants, qui le battent et apprennent qu'il n'est pas un mutant. X-Factor refuse de le livrer à Jameson. | | | | |
| | | | | |
| 283 | (With Foes like These...) | Tom DeFalco | Ron Frenz | Décembre 1986 |
| Flash est en cavale après s'être échappé de prison. Spider-Man est déprimé depuis qu'il a parlé à Timmy. Il décide de continuer ses activités d'Araignée le temps de sortir Flash d'affaires. Il se bat contre Titania, mais elle réussit à s'échapper. Au Bugle, Peter défend Betty face à Ned Leeds ; i il va ensuite manger avec Mary-Jane et lui dit qu'il compte arrêter d'être Spider-Man progressivement. À l'aéroport, Spidey retrouve Titania et Crusher et se bat contre eux.                                                   | | | | |
| Remarque | Cette histoire se déroule après les évènements de PP:SSM #118.                                                                         | Cette histoire se déroule après les évènements de PP:SSM #118.                                                                         | Cette histoire se déroule après les évènements de PP:SSM #118.                                                                         | Cette histoire se déroule après les évènements de PP:SSM #118.                                                                         |
| | | | | |
| 284 | (Gang War Part One) | Tom DeFalco et Jim Owsley | Ron Frenz et Brett Breeding | Janvier 1987 |
| Une guerre de gangs fait rage dans la ville. Spider-Man intervient pour arrêter un braquage en cours, quand une autre équipe de braqueurs, accompagnée du Hobgoblin, intervient. Il s'échappe. Hammerhead se rend dans un restaurant français mais une bombe explose et tue tous les clients, à l'exception du chef du crime. Peter, qui a un rendez-vous amoureux avec MJ, décide de renfiler son costume pour mettre fin à la guerre des gangs.                                                                                         | | | | |
| Remarque | Cette histoire se déroule après les évènements de PP:SSM #122 et de Web of Spider-Man #18.                                             | Cette histoire se déroule après les évènements de PP:SSM #122 et de Web of Spider-Man #18.                                             | Cette histoire se déroule après les évènements de PP:SSM #122 et de Web of Spider-Man #18.                                             | Cette histoire se déroule après les évènements de PP:SSM #122 et de Web of Spider-Man #18.                                             |
| | | | | |
| 285 | (Gang War Part Two) | Tom DeFalco et Jim Owsley | Alan Kupperberg | Février 1987 |
| Hammerhead décide de se venger du Caïd, qui a installé la bombe dans le restaurant. Il met à prix la tête du bras droit du Caïd. Spider-Man s'en mêle lorsque le Punisher décide de traquer le bras droit du Caïd pour obtenir la récompense. Ils se battent sur le toit d'un immeuble, mais l'Araignée tombe dans les pommes à cause du gaz toxique du Punisher. | | | | |
| | | | | |
| 286 | (Gang War Part Three) | Jim Owsley | Alan Kupperberg | Mars 1987 |
| Lance Bannon demande à Mary Jane de prévenir Peter qu'il va se passer quelque chose d'important dans la guerre des gangs cette nuit, mais elle refuse de passer le message. Apprenant la nouvelle trop tard, Peter enfile son costume et se rend sur place. La Rose tue un jeune policier avant que l'Araignée ne puisse arriver sur place. | | | | |
| | | | | |
| 287 | (Gang War Part Four) | Jim Owsley | Erik Larsen | Avril 1987 |
| Matt Murdock se rend chez tante May pour morigéner Peter et lui demander de ne plus interférer avec les guerres des gangs. Ils se battent. Plus tard, Spider-Man en découd avec le Caïd, mais il se trouve qu'il ne s'agissait que de Daredevil en déguisement. Le véritable Caïd, à l'autre bout de la ville, comprend qui est la Rose, et prépare sa revanche. | | | | |
| | | | | |
| 288 | (Gang War Part Five) | Jim Owsley | Alan Kupperberg | Mai 1987 |
| Le lendemain, Mary Jane arrive chez Peter, qui est en train de dormir, et découvre que la Chatte noire est dans l'appartement. Le Hobgoblin se rend chez Flash et le terrorise ; lorsque Betty arrive, elle voit son visage et tombe dans les pommes. La Rose et le Caïd entrent en contact, et ce dernier lui révèle qu'il sait que le premier est son fils. | | | | |
| Remarque | Cette histoire se déroule après PP:SSM #123.                                                                                           | Cette histoire se déroule après PP:SSM #123.                                                                                           | Cette histoire se déroule après PP:SSM #123.                                                                                           | Cette histoire se déroule après PP:SSM #123.                                                                                           |
| | | | | |
| 289 | (The Hobgoblin Revealed) | Peter David | Alan Kupperberg et Tom Morgan | Juin 1987 |
| Le cadavre de Ned est rapatrié en avion, et toute l'équipe du Bugle assiste à son enterrement. Spider-Man se rend chez le Caïd et lui demande les informations dont il dispose sur le Hobgoblin. Il apprend qu'il s'agit de Ned Leeds. Le Hobgoblin, dont quelqu'un a repris l'identité, arrive et se bat contre Spidey. Flash l'aide en jetant sur le Hobgoblin une de ses bombes, mais reçoit une partie de l'explosion. Il est hospitalisé.                                                                                            | | | | |
| Remarque | Cette histoire se déroule après Spider-Man vs. Wolverine                                                                               | Cette histoire se déroule après Spider-Man vs. Wolverine                                                                               | Cette histoire se déroule après Spider-Man vs. Wolverine                                                                               | Cette histoire se déroule après Spider-Man vs. Wolverine                                                                               |
| | | | | |
| 290 | (The Big Question) | David Michelinie | John Romita Jr. | Juillet 1987 |
| Peter rend visite à tante May, qui lui apprend qu'elle a donné à une église locale le microscope qu'oncle Ben et elle lui avaient offert lorsqu'il était au lycée, ce qui chagrine Peter. Il se rend à une vente aux enchères pour racheter son microscope, et en est presque empêché lorsque des truands y sèment la zizanie. Peter se rend chez Mary Jane et la demande en mariage. | | | | |
| Remarque | | | | |
| | | | | |
| 291 | (Dark Journey) | David Michelinie | John Romita Jr. | Août 1987 |
| Mary Jane refuse de répondre à la demande en mariage de Peter, et part à Pittsburgh comme elle l'avait prévu. Alistair Smythe fabrique une nouvelle machine dans le but de venger la mort de son père. A Pittsburgh, Mary Jane apprend que sa sœur a été mise en prison. Spider-Man se bat contre l'un des robots de Smythe. Mary Jane lui demande de venir à Pittsburgh. | | | | |
| | | | | |
| 292 | (Growing Pains) | David Michelinie | Alex Saviuk | Septembre 1987 |
| Peter se rend à Pittsburgh et rencontre le père de Mary Jane, Philipe Watson. Smythe traque Spider-Man jusqu'à Pittsburgh avec ses Spider Slayers, qui font sentir à l'Araignée un gaz toxique. Alors qu'il va s'évanouir, voyant Mary Jane en danger, il reprend ses esprits et met Smythe hors d'état de nuire. Philip est arrêté par la police grâce à Mary Jane. De retour à New York, elle décide d'accepter la demande en mariage.                                                                                                  | | | | |
| Remarque | | | | |

### Venom (#293 - #334)
| |                                                       |                                                       |                                                       |                                                       |
| 293 | (Kraven's Last Hunt Part 2: Crawling)                 | J. M. DeMatteis                                       | Mike Zeck                                             | Octobre 1987                                          |
| Kraven endosse à son tour le costume noir de l'Araignée, car il considère être son héritier maintenant qu'il l'a tuée. Reclus dans son manoir, il est victime d'hallucinations. Mary Jane s'inquiète de la disparition de Peter et part à sa recherche. Elle est agressée dans une ruelle, mais Kraven, habillé du costume de Spider-Man, la sauve. |                                                       |                                                       |                                                       |                                                       |
| |                                                       |                                                       |                                                       |                                                       |
| 294 | (Kraven's Last Hunt Part 5: Thunder)                  | J. M. DeMatteis                                       | Mike Zeck                                             | Novembre 1987                                         |
| Spider-Man, sorti de sa tombe, se rend au manoir de Kraven. Il montre à l'Araignée comment il a torturé la Vermine, qu'il laisse s'échapper. Après avoir montré à Spider-Man sa supériorité et l'avoir laissé partir, Kraven se donne la mort en se tirant une balle de fusil dans le crane. Il repose dans son propre cercueil. |                                                       |                                                       |                                                       |                                                       |
| |                                                       |                                                       |                                                       |                                                       |
| 295 | (Mad Dogs)                                            | Ann Nocenti                                           | Cindy Martin                                          | Décembre 1987                                         |
| Spider-Man est emmené à l'hôpital pour être soigné après sa blessure. |                                                       |                                                       |                                                       |                                                       |
| Remarque | L'histoire continue dans Spectacular Spider-Man #133. | L'histoire continue dans Spectacular Spider-Man #133. | L'histoire continue dans Spectacular Spider-Man #133. | L'histoire continue dans Spectacular Spider-Man #133. |
| |                                                       |                                                       |                                                       |                                                       |
| 296 | (Force of Arms)                                       | David Michelinie                                      | Alex Saviuk                                           | Janvier 1988                                          |
| Lors d'une patrouille en ville, Spider-Man vient à bout de toile et doit rentrer à pied sous la pluie. Le Dr. Octopus, qui est examiné par des psychologues, fait un cauchemar et devient à nouveau fou. Il récupère ses tentacules et s'échappe de prison. Il se bat contre Spider-Man, mais réussit à s'échapper. |                                                       |                                                       |                                                       |                                                       |
| |                                                       |                                                       |                                                       |                                                       |
| 297 | (I'll Take Manhattan)                                 | David Michelinie                                      | Alex Saviuk                                           | Février 1988                                          |
| Spider-Man modifie ses lanceurs de toile afin qu'ils émettent une lumière lorsqu'ils arrivent à bout d'une cartouche. May et Anna Watson se rendent chez lui pour dîner. Le lendemain, l'Araignée affronte Octavius. Pour qu'il accepte de s'en aller sans causer plus de dégâts, Spidey doit lui faire croire qu'il a été battu. |                                                       |                                                       |                                                       |                                                       |
| |                                                       |                                                       |                                                       |                                                       |
| 298 | (Chance Encounter)                                    | David Michelinie                                      | Todd McFarlane                                        | Mars 1988                                             |
| Mary Jane propose à Peter d'emménager dans un appartement chic du West Side. Chance réussit à s'échapper de prison et recommence à commettre des vols. Dans le Bronx, un homme couvert d'une étrange substance noire prépare sa revanche sur Spider-Man. |                                                       |                                                       |                                                       |                                                       |
| |                                                       |                                                       |                                                       |                                                       |
| 299 | (Survival of the Hittist)                             | David Michelinie                                      | Todd McFarlane                                        | Avril 1988                                            |
| Spider-Man mène l'enquête au sujet d'une livraison illégale d'armes. Il utilise la base de données d'ESU pour mener à bien son enquête. Il coopère avec Chance pour mettre K.O. les criminels. Lorsque Mary Jane rentre à l'appartement, une figure noire qui ressemble à Spider-Man l'attend. |                                                       |                                                       |                                                       |                                                       |
| |                                                       |                                                       |                                                       |                                                       |
| 300 | (Venom)                                               | David Michelinie                                      | Todd McFarlane                                        | Mai 1988                                              |
| Peter retrouve Mary Jane en état de choc. Spidey retrouve l'étrange homme vêtu du symbiote, qui lui apprend être Eddie Brock, journaliste au Daily Globe, dont la carrière a été ruinée après que Spider-Man a révélé l'identité du Sin-Eater. Spidey utilise le fusil à ondes de Mr. Fantastic pour séparer le symbiote de Brock, mais il n'y arrive pas : Brock et l'alien ont fusionné à jamais, et lui retirer le symbiote voudrait dire le tuer. Ils se battent, et Spider-Man envoie Brock et le symbiote chez les Quatre Fantastiques pour surveillance. |                                                       |                                                       |                                                       |                                                       |
| |                                                       |                                                       |                                                       |                                                       |
| 301 | (The Sable Gauntlet)                                  | David Michelinie                                      | Todd McFarlane                                        | Juin 1988                                             |
| Spider-Man rend visite à Silver Sable pour se plaindre de ce qu'elle a envoyé ses hommes à ses trousses il y a peu (SSM #128). Peter retourne à ESU pour s'inscrire à un cours de photo, mais il ne reste plus de place ; le Dr. Sloan, pour lequel il travaillait par le passé, lui demande de donner un cours à une classe. Un associé du Dr. Connors demande à Peter de les rejoindre pour travailler avec eux. |                                                       |                                                       |                                                       |                                                       |
| |                                                       |                                                       |                                                       |                                                       |
| 302 | ((Mid)-American Gothic)                               | David Michelinie                                      | Todd McFarlane                                        | Juillet 1988                                          |
| Peter se rend au Texas pour rencontrer l'équipe de scientifiques qui veut le recruter. Il fait la rencontre de Wes Cassidy, un ancien fonctionnaire du gouvernement américain. En l'observant, Peter se rend compte qu'il est doté d'un super-pouvoir. Il va lui parler et apprend qu'il les a obtenus en se faisant mordre par un lapin. De retour à New York, Peter annonce à Mary Jane qu'il compte accepter le poste. |                                                       |                                                       |                                                       |                                                       |
| |                                                       |                                                       |                                                       |                                                       |
| 303 | (Dock Savage)                                         | David Michelinie                                      | Todd McFarlane                                        | Août 1988                                             |
| Spidey s'associe avec Silver Sable et l'Homme-Sable pour traquer un officier nazi qui souhaite créer un nouvel État nazi en Amérique latine. Peter décide de retourner à l'université pour obtenir un diplôme d'études avancées et obtenir un travail de scientifique à New York plutôt qu'au Kansas. |                                                       |                                                       |                                                       |                                                       |
| |                                                       |                                                       |                                                       |                                                       |
| 304 | (California Schemin)                                  | David Michelinie                                      | Todd McFarlane                                        | Septembre 1988                                        |
| Au Bugle, Peter apprend que le journal va publier un recueil de ses meilleures photos de l'Araignée, et lui payer des royalties si le livre se vend bien. Il part en Californie avec Mary Jane et lors d'une réception, il aperçoit le Black Fox, cambrioleur spécialisé dans le vol de bijoux. Après une course poursuite, le Black Fox se cache dans une pièce où se trouve le Prowler. |                                                       |                                                       |                                                       |                                                       |
| |                                                       |                                                       |                                                       |                                                       |
| 305 | (Westward Woe)                                        | David Michelinie                                      | Todd McFarlane                                        | Septembre 1988                                        |
| Spider-Man arrête le Black Fox, mais il promet de ne plus voler. Il le laisse partir. Peter est invité à signer des autographes et apparaître à la télévision pour faire la promotion de l'album photo sur Spider-Man. |                                                       |                                                       |                                                       |                                                       |
| |                                                       |                                                       |                                                       |                                                       |
| 306 | (Humbugged)                                           | David Michelinie                                      | Todd McFarlane                                        | Octobre 1988                                          |
| Peter a décidé de se réinscrire à l'université. La date butoir pour la demande de bourse étant dans la soirée, il enfile son costume pour se rendre plus rapidement sur le campus. Il tombe sur Humbug, un ancien d'ESU devenu fou, qui cherche à terroriser l'établissement. La Chatte noire, de retour d'Europe, décide de proposer à Spidey de se remettre en couple. |                                                       |                                                       |                                                       |                                                       |
| |                                                       |                                                       |                                                       |                                                       |
| 307 | (The Thief Who Stole Himself)                         | David Michelinie                                      | Todd McFarlane                                        | Octobre 1988                                          |
| Peter voyage à Chicago pour signer des autographes pour l'album photo sur Spider-Man. Avant de partir, il dit à Mary Jane de se méfier de Jonathon Caesar, un homme d'affaires qui vit dans leur immeuble, et qui se montre très intéressé par elle. Lorsqu'elle rentre chez elle le soir, Jonathon et ses malfrats l'attendent dans l'obscurité. |                                                       |                                                       |                                                       |                                                       |
| |                                                       |                                                       |                                                       |                                                       |
| 308 | (Dread)                                               | David Michelinie                                      | Todd McFarlane                                        | Novembre 1988                                         |
| Quand Peter rentre de Chicago, il découvre que Mary Jane a été enlevée. Le NYPD enquête mais ne trouve aucune piste. Spider-Man investigue. Il se bat contre le Taskmaster, qu'il soupçonne d'être à l'origine de l'enlèvement. |                                                       |                                                       |                                                       |                                                       |
| |                                                       |                                                       |                                                       |                                                       |
| 309 | (Styx and Stone)                                      | David Michelinie                                      | Todd McFarlane                                        | Novembre 1988                                         |
| Spider-Man cherche est désespéré par la disparition de Mary Jane. Elle est retenue par Caesar, qui compte la violer. MJ réussit à s'échapper de ses griffes seule, avant même que Spider-Man n'arrive la récupérer. |                                                       |                                                       |                                                       |                                                       |
| |                                                       |                                                       |                                                       |                                                       |
| 310 | (Shrike Force)                                        | David Michelinie                                      | Todd McFarlane                                        | Décembre 1988                                         |
| Peter s'inscrit à nouveau à ESU. Ne disposant pas du temps nécessaire pour valider une année de master entière, il s'inscrit à deux cours uniquement. Il rencontre Anne-Marie Baker, une assistante de recherche comme lui, qui est née à Toulouse. Peter découvre que son supérieur à l'université est l'objet d'un chantage par le Bricoleur. Shrike s'introduit dans leur labo. |                                                       |                                                       |                                                       |                                                       |
| |                                                       |                                                       |                                                       |                                                       |
| 311 | (Mysteries of the Dead)                               | David Michelinie                                      | Todd McFarlane                                        | Janvier 1989                                          |
| Peter est déprimé car il est indirectement responsable de la mort d'un passant qui se faisait voler dans la rue. Il se rend compte qu'il s'agissait d'une illusion créée par Mystério. Il le retrouve et le bat. Pendant ce temps, Harry Osborn a de plus en plus de visions du Bouffon vert. |                                                       |                                                       |                                                       |                                                       |
| |                                                       |                                                       |                                                       |                                                       |
| 312 | (The Goblin War)                                      | David Michelinie                                      | Todd McFarlane                                        | Février 1989                                          |
| Pour défendre sa famille du Hobgoblin, Harry enfile le costume du Bouffon de son père et part se battre contre son ennemi. Spider-Man s'interpose et se rend compte qu'Harry n'a pas perdu la tête. Ils se battent contre le Hobgoblin, qui est vaincu mais réussit à s'échapper. Pendant ce temps, à ESU, le docteur Connors se transforme à nouveau en le Lézard. |                                                       |                                                       |                                                       |                                                       |
| |                                                       |                                                       |                                                       |                                                       |
| 313 | (Slithereens)                                         | David Michelinie                                      | Todd McFarlane                                        | Mars 1989                                             |
| Le Lézard est de retour à New York. Martha et Billy Connors partent à sa recherche. Spider-Man les sauve et concocte un sérum qui permet au Lézard de retrouver sa forme humaine. |                                                       |                                                       |                                                       |                                                       |
| |                                                       |                                                       |                                                       |                                                       |
| 314 | (Down and Out in Forest Hills)                        | David Michelinie                                      | Todd McFarlane                                        | Avril 1989                                            |
| Peter et Mary Jane sont expulsés de leur appartement par Johnathon Caesar. Refusant de vivre à nouveau chez sa tante, Peter réussit à se faire loger chez Flash. Il se rend sur la tombe de son oncle Ben pour Noël, où il parle à May. Il accepte de réemennager chez elle avec Mary Jane le temps de trouver un appartement. |                                                       |                                                       |                                                       |                                                       |
| |                                                       |                                                       |                                                       |                                                       |
| 315 | (A Matter of Life and Debt)                           | David Michelinie                                      | Todd McFarlane                                        | Mai 1989                                              |
| Spider-Man se bat contre Hydro-Man et l'enferme dans du béton. Peter trouve le comportement de Nathan suspect et apprend qu'il vole May car il est accro aux jeux d'argent. Il croit l'avoir convaincu d'arrêter, mais ce n'est pas le cas. Pendant ce temps, Venom prépare son grand retour. |                                                       |                                                       |                                                       |                                                       |
| |                                                       |                                                       |                                                       |                                                       |
| 316 | (Dead Meat)                                           | David Michelinie                                      | Todd McFarlane                                        | Juin 1989                                             |
| La Chatte noire, de retour d'Europe, se rend à l'ancien appartement de Peter. Elle y est attaquée par Venom, qui lui apprend que Peter est désormais marié. Venom traque Peter et ils se battent, mais Spidey réussit à s'enfuir. La créature découvre sa nouvelle adresse. |                                                       |                                                       |                                                       |                                                       |
| |                                                       |                                                       |                                                       |                                                       |
| 317 | (The Sand and the Fury)                               | David Michelinie                                      | Todd McFarlane                                        | Juillet 1989                                          |
| Eddie Brock se rend chez tante May et demande à parler à Peter. Il lui donne rendez-vous le lendemain, à un lieu précis où ils pourront se battre sans qu'il n'y ait de victimes. Les Quatre fantastiques sont volontaires pour l'aider, mais Brock recontacte Peter et lui ordonne de venir seul. Le lendemain, ils s'affrontent. Alors qu'il est en train de perdre, Peter réussit à renverser la situation. |                                                       |                                                       |                                                       |                                                       |
| |                                                       |                                                       |                                                       |                                                       |
| 318 | (Sting Your Partner)                                  | David Michelinie                                      | Todd McFarlane                                        | Août 1989                                             |
| Comme Jameson ne commande plus de photos de l'Araignée, Spidey doit patrouiller la ville pour prendre en photo des faits divers. Mary Jane obtient un contrat de mannequinat. Ils cherchent un appartement depuis qu'ils ont été expulsés du leur. Lors d'une cérémonie en l'honneur d'un général de l'armée, le Scorpion attaque. Il prend en otage le général et exige qu'on fasse venir Jameson. |                                                       |                                                       |                                                       |                                                       |
| |                                                       |                                                       |                                                       |                                                       |
| 319 | (The Scorpion's Tail Of Woe)                          | David Michelinie                                      | Todd McFarlane                                        | Septembre 1989                                        |
| Justin Hammer s'active en coulisses pour éliminer Spider-Man. Jameson refuse d'aller à la rencontre du Scorpion, qui s'enfuit avec le général en otage. Mary Jane apprend que Jonathon Caesar, depuis la prison, fait circuler des rumeurs sur elle afin qu'elle n'ait plus de travail. Spidey retrouve le Scorpion et se bat contre lui et le Rhino. |                                                       |                                                       |                                                       |                                                       |
| |                                                       |                                                       |                                                       |                                                       |
| 320 | (The Assassin Nation: License Involved)               | David Michelinie                                      | Todd McFarlane                                        | Septembre 1989                                        |
| MJ et Peter acceptent d'aider les Osborn à déménager. Ils se rendent à une soirée en ville avec des mécènes. Peter décroche le téléphone chez May et apprend qu'il reste à sa tante six mois à vivre. |                                                       |                                                       |                                                       |                                                       |
| |                                                       |                                                       |                                                       |                                                       |
| 321 | (The Assassin Nation: Under War)                      | David Michelinie                                      | Todd McFarlane                                        | Octobre 1989                                          |
| Peter et MJ parlent à May de sa maladie. Ils apprennent que c'est Nathan qui souffre du cœur. Peter et MJ aident les Osborn à déménager dans leur nouvel appartement new-yorkais. Spidey entre en contact avec Silver Sable. |                                                       |                                                       |                                                       |                                                       |
| |                                                       |                                                       |                                                       |                                                       |
| 322 | (The Assassin Nation: Ceremony)                       | David Michelinie                                      | Todd McFarlane                                        | Novembre 1989                                         |
| Spider-Man et Silver Sable coopèrent pour lutter contre les sbires d'un maître du crime. |                                                       |                                                       |                                                       |                                                       |
| |                                                       |                                                       |                                                       |                                                       |
| 323 | (The Assassin Nation: Assault Rivals)                 | David Michelinie                                      | Todd McFarlane                                        | Novembre 1989                                         |
| Les terroristes du groupe Ultimatum se rendent à Paris pour essayer de faire sauter l'arc de Triomphe, mais ils sont arrêtés à temps par l'équipe de Silver Sable. Spider-Man rencontre Captain America. |                                                       |                                                       |                                                       |                                                       |
| |                                                       |                                                       |                                                       |                                                       |
| 324 | (The Assassin Nation: Twos Day)                       | David Michelinie                                      | Erik Larsen                                           | Novembre 1989                                         |
| Spider-Man rentre de Symkaria et rencontre un indic à Central Park. |                                                       |                                                       |                                                       |                                                       |
| |                                                       |                                                       |                                                       |                                                       |
| 325 | (The Assassin Nation: Finale in Red)                  | David Michelinie                                      | Todd McFarlane                                        | Décembre 1989                                         |
| Captain America s'allie avec Silver Sable dans la lutte contre les mercenaires. Spidey n'obtient pas d'habilitation top secret. Il mène sa propre enquête aux Archives nationales. Il rencontre le Red Skull, qui essaie de le corrompre, mais il refuse. |                                                       |                                                       |                                                       |                                                       |
| |                                                       |                                                       |                                                       |                                                       |
| 326 | (Gravity Storm)                                       | David Michelinie                                      | Colleen Doran                                         | Décembre 1989                                         |
| Mary Jane organise une pendaison de crémaillère. Elle reçoit des cadeaux de Jonathon Caesar, qui essaie encore de freiner sa carrière depuis sa cellule de prison. Spidey se bat contre Graviton, qui cherche à s'emparer d'un gratte-ciel de la ville. |                                                       |                                                       |                                                       |                                                       |
| |                                                       |                                                       |                                                       |                                                       |
| 327 | (Cunning Attractions)                                 | David Michelinie                                      | Erik Larsen                                           | Décembre 1989                                         |
| Peter a du mal à gérer les pouvoirs cosmiques qu'il a récemment obtenus. Mary Jane obtient un rôle dans une production télévisuelle. Spider-Man se bat contre Magneto, qui s'est allié au Caïd et à docteur Doom. |                                                       |                                                       |                                                       |                                                       |
| |                                                       |                                                       |                                                       |                                                       |
| 328 | (Shaw's Gambit)                                       | David Michelinie                                      | Todd McFarlane                                        | Janvier 1990                                          |
| Peter accompagne MJ sur un tournage. Hulk débarque à Times Square et ils se battent. Dépassé par la nouvelle force cosmique de l'Araignée, Hulk lui donne rendez-vous le lendemain, sur Roosevelt Island. Spider-Man le bat à la plate couture. |                                                       |                                                       |                                                       |                                                       |
| |                                                       |                                                       |                                                       |                                                       |
| 329 | (Power Prey)                                          | David Michelinie                                      | Erik Larsen                                           | Février                                               |
| Graviton est de retour et il veut se venger de l'Araignée. Spidey obtient les pouvoirs de Captain Universe pendant quelques heures, le temps de sauver la planète. Rentrant chez lui après avoir perdu ces pouvoirs cosmiques, Flash sonne à la porte : il est désormais en couple avec Felicia Hardy, la Chatte noire... |                                                       |                                                       |                                                       |                                                       |
| |                                                       |                                                       |                                                       |                                                       |
| 330 | (The Powder Chase)                                    | David Michelinie                                      | Erik Larsen                                           | Mars 1990                                             |
| Spider-Man interrompt des criminels près des docks et coopère avec le Punisher. Nathan est hospitalisé après une attaque cardiaque. |                                                       |                                                       |                                                       |                                                       |
| |                                                       |                                                       |                                                       |                                                       |
| 331 | (The Death Standard)                                  | David Michelinie                                      | Erik Larsen                                           | Avril 1990                                            |
| Dans le Colorado, Eddie Brock est opéré. Il reprend le contrôle du symbiote. Spider-Man coopère avec le Punisher à nouveau. |                                                       |                                                       |                                                       |                                                       |
| |                                                       |                                                       |                                                       |                                                       |
| 332 | (Sunday in the Park With Venom)                       | David Michelinie                                      | Erik Larsen                                           | Mai 1990                                              |
| Venom retourne à New York et attaque l'Araignée. Alors qu'il s'apprête à la tuer, Venom remarque qu'un enfant est sur le point de couler. Il le sauve, et relâche Spider-Man. Il s'enfuit. Pendant ce temps, Mary Jane se rend à la cellule de Jonathon Caesar pour lui demander de laisser Spider-Man en dehors de sa croisade contre elle. |                                                       |                                                       |                                                       |                                                       |
| |                                                       |                                                       |                                                       |                                                       |
| 333 | (Stalking Feat)                                       | David Michelinie                                      | Erik Larsen                                           | Juin 1990                                             |
| Mary Jane retire sa plainte contre Jonathon Caesar dans le cadre d'un accord. Venom se rend chez May et fixe la date de sa prochaine confrontation avec Peter. Le lendemain, Spider-Man se rend dans un entrepôt abandonné et se bat contre Venom. Styx arrive et tue le symbiote, laissant Brock seul. |                                                       |                                                       |                                                       |                                                       |

### Retour des Sinister Six (#334 - #393)
| |                                                                                               |                                                                                               |                                                                                               |                                                                                               |
| 334 | (Return of the Sinister Six Part 1: Secrets, Puzzles and Little Fears...)                     | David Michelinie                                                                              | Erik Larsen                                                                                   | Juillet 1990                                                                                  |
| Electro et le Dr. Octopus sont de retour à New York. Octopus recrute l'Homme Sable pour reconstituer les Sinister Six. Peter et MJ se rendent chez tante May, mais Peter découvre que Nathan a mystérieusement gagné de l'argent. Il craint que sa tante soit entraînée dans ses histoires d'argent. |                                                                                               |                                                                                               |                                                                                               |                                                                                               |
| |                                                                                               |                                                                                               |                                                                                               |                                                                                               |
| 335 | (Return of the Sinister Six Part 2: Shocks!)                                                  | David Michelinie                                                                              | Erik Larsen                                                                                   | Juillet 1990                                                                                  |
| Peter est vexé après une rencontre avec Iron Man. Octopus recrute le Hobgoblin et le Shocker. La maladie du cœur de Nathan empire. Spider-Man est regonflé à bloc après avoir facilement battu le Shocker, mais ce dernier s'enfuit. |                                                                                               |                                                                                               |                                                                                               |                                                                                               |
| |                                                                                               |                                                                                               |                                                                                               |                                                                                               |
| 336 | (Return of the Sinister Six Part 3: The Wagers of Sin)                                        | David Michelinie                                                                              | Erik Larsen                                                                                   | Août 1990                                                                                     |
| Peter, Nathan et May se rendent à un grand rassemblement près du port. Le Vautour en profite pour prendre May en otage. Nathan la sauve mais est brusqué par le super-criminel. Il meurt dans les bras de May. |                                                                                               |                                                                                               |                                                                                               |                                                                                               |
| |                                                                                               |                                                                                               |                                                                                               |                                                                                               |
| 337 | (Return of the Sinister Six Part 4: Rites and Wrongs)                                         | David Michelinie                                                                              | Erik Larsen                                                                                   | Août 1990                                                                                     |
| Nathan Lubensky est enterré. Octopus rassemble les Sinister Six et leur explique son plan pour dominer le monde. |                                                                                               |                                                                                               |                                                                                               |                                                                                               |
| |                                                                                               |                                                                                               |                                                                                               |                                                                                               |
| 338 | (Return of the Sinister Six Part 5: Death From Above)                                         | David Michelinie                                                                              | Erik Larsen                                                                                   | Septembre 1990                                                                                |
| Peter se rend au lancement d'une fusée car il a participé, à ESU, à la conception de son système de motorisation. La cérémonie est toutefois interrompue par les Sinister Six. Alors que Spidey est attaqué par Octopus, l'Homme Sable arrive et fait équipe avec lui. Le Hobgoblin fait respirer à l'Araignée un gaz qui doit le tuer dans quinze secondes. |                                                                                               |                                                                                               |                                                                                               |                                                                                               |
| |                                                                                               |                                                                                               |                                                                                               |                                                                                               |
| 339 | (Return of the Sinister Six Part 6: The Killing Cure)                                         | David Michelinie                                                                              | Erik Larsen                                                                                   | Septembre 1990                                                                                |
| Spider-Man se bat contre Octopus afin qu'il ne mette son plan à exécution. Mary Jane est prise en embuscade par Jonathon Caesar, qui a obtenu un sursis. Il est tué par un policier, Goldman, fan de Mary Jane, qui essaie de la tuer à son tour. Elle le désarme et s'échappe. Spider-Man contacte Thor pour empêcher les satellites d'Octopus de déverser un gaz mortel sur la planète. |                                                                                               |                                                                                               |                                                                                               |                                                                                               |
| |                                                                                               |                                                                                               |                                                                                               |                                                                                               |
| 340 | (The Hero Subtracter)                                                                         | David Michelinie                                                                              | Erik Larsen                                                                                   | Octobre 1990                                                                                  |
| Peter rencontre un scientifique qui a créé une machine qui permet de retirer aux super-héros leurs pouvoirs. Spider-Man est invité à l'aéroport Kennedy à la demande du chef de gouvernement d'un pays balte récemment libéré du joug soviétique. Le transport aérien est pris d'assaut par des super-criminelles. Il les vainc. Spidey décide de retourner chez le scientifique qu'il avait rencontré plus tôt pour perdre ses pouvoirs.                                                                             |                                                                                               |                                                                                               |                                                                                               |                                                                                               |
| |                                                                                               |                                                                                               |                                                                                               |                                                                                               |
| 341 | (Powerless Part 1: With(out) Great Power...)                                                  | David Michelinie                                                                              | Erik Larsen                                                                                   | Novembre 1990                                                                                 |
| Peter a volontairement perdu ses super-pouvoirs. Il est invité à pique-niquer à Central Park par Flash et Felicia. Lorsqu'un prêtre est pris en otage par la Tarentule, il remet son costume mais n'arrive pas à le battre car il ne dispose plus de ses pouvoirs. Felicia lui sauve la mise. |                                                                                               |                                                                                               |                                                                                               |                                                                                               |
| |                                                                                               |                                                                                               |                                                                                               |                                                                                               |
| 342 | (Powerless Part 2: The Jonah Trade)                                                           | David Michelinie                                                                              | Erik Larsen                                                                                   | Décembre 1990                                                                                 |
| La Chatte noire parle à Peter et comprend qu'il n'a plus ses pouvoirs d'Araignée. Peter commence à avoir des remords. Il déjeune avec May, qui lui parle de son nouveau facteur, M. Lumpkin, avec qui elle s'entend bien. Peter et la Chatte noire s'allient pour affronter le Scorpion. |                                                                                               |                                                                                               |                                                                                               |                                                                                               |
| |                                                                                               |                                                                                               |                                                                                               |                                                                                               |
| 343 | (Powerless Part 3: War Garden)                                                                | David Michelinie                                                                              | Erik Larsen                                                                                   | Janvier 1991                                                                                  |
| Spidey et la Chatte noire enquêtent sur le scientifique qui a permis à Peter de perdre ses pouvoirs. Il s'agissait en réalité du Caméléon, qui travaillait avec la Tarentule. Spider-Man utilise la machine qui lui a retiré ses pouvoirs pour les regagner, mais par erreur, la Chatte noire les perd. |                                                                                               |                                                                                               |                                                                                               |                                                                                               |
| |                                                                                               |                                                                                               |                                                                                               |                                                                                               |
| 344 | (Venom Lives! Part 1: Hearts and Powers)                                                      | David Michelinie                                                                              | Erik Larsen                                                                                   | Février 1991                                                                                  |
| Joy et Peter sont envoyés prendre des photos d'un trafic de drogue vers les docks. Spidey infiltre le bâtiment et rencontre Cardiac, un nouveau super-criminel. Pendant ce temps, Eddie Brock s'entraîne en prison pour préparer sa vengeance. Il est dans la même cellule que Cletus Kasady, un tueur en série. |                                                                                               |                                                                                               |                                                                                               |                                                                                               |
| Remarque | Première apparition de Cletus Kasady.                                                         | Première apparition de Cletus Kasady.                                                         | Première apparition de Cletus Kasady.                                                         | Première apparition de Cletus Kasady.                                                         |
| |                                                                                               |                                                                                               |                                                                                               |                                                                                               |
| 345 | (Venom Lives! Part 2: Gun From the Heart)                                                     | David Michelinie                                                                              | Erik Larsen                                                                                   | Mars 1991                                                                                     |
| Le symbiote s'introduit dans la cellule où est enfermé Eddie Brock. Une goutte s'attache à Kasady. Peter et MJ sont invités par May à dîner avec Willie Lumpkin. |                                                                                               |                                                                                               |                                                                                               |                                                                                               |
| |                                                                                               |                                                                                               |                                                                                               |                                                                                               |
| 346 | (Venom Lives! Part 3: Elliptical Pursuit)                                                     | David Michelinie                                                                              | Erik Larsen                                                                                   | Avril 1991                                                                                    |
| Peter apprend qu'Eddie s'est échappé de sa cellule de prison, et envoie Mary Jane en Pennsylvanie pour la protéger. Venom le retrouve et le traque dans toute la ville. Il réussit à l'enfermer dans une chambre cryogénique. |                                                                                               |                                                                                               |                                                                                               |                                                                                               |
| |                                                                                               |                                                                                               |                                                                                               |                                                                                               |
| 347 | (Venom Lives! Part 4: The Boneyard Hop)                                                       | David Michelinie                                                                              | Erik Larsen                                                                                   | Mai 1991                                                                                      |
| Venom transporte Spider-Man jusqu'à une île déserte, où ils peuvent régler leurs comptes sans risquer de blesser des innocents. En se montrant habile, Peter réussit à convaincre Brock qu'il l'a tué. Peter quitte discrètement l'île à la neige pour retrouver New York. |                                                                                               |                                                                                               |                                                                                               |                                                                                               |
| |                                                                                               |                                                                                               |                                                                                               |                                                                                               |
| 348 | (Righteous Sand)                                                                              | David Michelinie                                                                              | Erik Larsen                                                                                   | Juin 1991                                                                                     |
| L'Homme Sable a renoncé à sa vie de criminel et est devenu un réserviste des Avengers. Peter a du mal à échanger avec Mary Jane, qui a beaucoup de travail sur une série télévisée dont elle est une actrice principale. Pendant ce temps, le Black Fox prépare son grand retour dans le monde du cambriolage. L'Homme Sable quitte les Avengers à la suite d'un malentendu avec Captain America. |                                                                                               |                                                                                               |                                                                                               |                                                                                               |
| |                                                                                               |                                                                                               |                                                                                               |                                                                                               |
| 349 | (Man of Steal)                                                                                | David Michelinie                                                                              | Erik Larsen                                                                                   | Juillet 1991                                                                                  |
| Mary Jane donne plus de temps à Peter dans son agenda pour renouer avec lui. Spider-Man réussit à rattraper le Black Fox, mais alors qu'il va l'emmener à la police, le Dr. Doom apparaît. |                                                                                               |                                                                                               |                                                                                               |                                                                                               |
| |                                                                                               |                                                                                               |                                                                                               |                                                                                               |
| 350 | (Doom Service)                                                                                | David Michelinie                                                                              | Erik Larsen                                                                                   | Août 1991                                                                                     |
| Doom accepte de donner à Spider-Man 24h pour qu'il retrouve le joyau volé par le Black Fox. Souffrant d'une concussion, Peter parle à un oncle Ben qu'il hallucine. Il retrouve le joyau, que le Dr. Doom détruit. Il rend le Black Fox à la police. |                                                                                               |                                                                                               |                                                                                               |                                                                                               |
| |                                                                                               |                                                                                               |                                                                                               |                                                                                               |
| 351 | (The Three Faces of Evil)                                                                     | David Michelinie                                                                              | Mark Bagley                                                                                   | Septembre 1991                                                                                |
| Peter et Mary Jane vont dîner chez May. Spider-Man croise Nova et coopère avec lui. Ils découvrent une dangereuse Tri-Sentinelle. |                                                                                               |                                                                                               |                                                                                               |                                                                                               |
| |                                                                                               |                                                                                               |                                                                                               |                                                                                               |
| 352 | (Death Walk)                                                                                  | David Michelinie                                                                              | Mark Bagley                                                                                   | Octobre 1991                                                                                  |
| Spider-Man et Nova se battent contre la Tri-Sentinelle. |                                                                                               |                                                                                               |                                                                                               |                                                                                               |
| |                                                                                               |                                                                                               |                                                                                               |                                                                                               |
| 353 | (The Sidekick's Revenge Part 1: When Midnight Strikes)                                        | Al Milgrom                                                                                    | Mark Bagley                                                                                   | Novembre 1991                                                                                 |
| Spider-Man et le Punisher se battent contre les sbires de l'Empire Secret. Jeff Wilde, devenu un cyborg, travaille désormais pour le compte de cette organisation. |                                                                                               |                                                                                               |                                                                                               |                                                                                               |
| |                                                                                               |                                                                                               |                                                                                               |                                                                                               |
| 354 | (The Sidekick's Revenge Part 2: Wilde at Heart)                                               | Al Milgrom                                                                                    | Mark Bagley                                                                                   | Novembre 1991                                                                                 |
| Peter et Mary Jane se rendent chez tante May. Spider-Man tombe sur Nova et Darkhawk. |                                                                                               |                                                                                               |                                                                                               |                                                                                               |
| |                                                                                               |                                                                                               |                                                                                               |                                                                                               |
| 355 | (The Sidekick's Revenge Part 3: Total Eclipse at the Moon... Knight)                          | Al Milgrom                                                                                    | Mark Bagley                                                                                   | Décembre 1991                                                                                 |
| Le Punisher entre en scène et se bat contre des sbires de l'Empire Secret aux côtés de l'Araignée. |                                                                                               |                                                                                               |                                                                                               |                                                                                               |
| |                                                                                               |                                                                                               |                                                                                               |                                                                                               |
| 356 | (The Sidekick's Revenge Part 4: After Midnight)                                               | Al Milgrom                                                                                    | Mark Bagley                                                                                   | Décembre 1991                                                                                 |
| Nova est retenu prisonnier par l'Empire Secret. Spider-Man le sauve des griffes de l'ennemi. |                                                                                               |                                                                                               |                                                                                               |                                                                                               |
| |                                                                                               |                                                                                               |                                                                                               |                                                                                               |
| 357 | (The Sidekick's Revenge Part 5: A Bagel with Nova)                                            | Al Milgrom                                                                                    | Mark Bagley                                                                                   | Janvier 1992                                                                                  |
| Spider-Man passe chez Mary Jane pour se reposer, avant de repartir au combat afin d'aider Nova à se débarrasser de l'Empire Secret. |                                                                                               |                                                                                               |                                                                                               |                                                                                               |
| |                                                                                               |                                                                                               |                                                                                               |                                                                                               |
| 358 | (The Sidekick's Revenge Part 6: Out on a Limb)                                                | Al Milgrom                                                                                    | Mark Bagley                                                                                   | Janvier 1992                                                                                  |
| Le Punisher, Nova, Night Thrasher, Darkhawk et Moon Knight se battent contre les hommes de main de l'Empire Secret. |                                                                                               |                                                                                               |                                                                                               |                                                                                               |
| |                                                                                               |                                                                                               |                                                                                               |                                                                                               |
| 359 | (Toy Death)                                                                                   | David Michelinie                                                                              | Chris Marrinan                                                                                | Février 1992                                                                                  |
| Spider-Man prend des photos d'un échange louche pour un reportage journalistique de Ben Urich. Cletus Kasady s'échappe de sa cellule de prison grâce à une étrange substance rouge qui recouvre son corps. L'Araignée se bat contre Cardiac. |                                                                                               |                                                                                               |                                                                                               |                                                                                               |
| |                                                                                               |                                                                                               |                                                                                               |                                                                                               |
| 360 | (Death Toy)                                                                                   | David Michelinie                                                                              | Chris Marrinan                                                                                | Mars 1992                                                                                     |
| Cardiac et Spider-Man coopèrent provisoirement. Carnage tue un innocent. |                                                                                               |                                                                                               |                                                                                               |                                                                                               |
| |                                                                                               |                                                                                               |                                                                                               |                                                                                               |
| 361 | (Carnage Part 1: Savage Genesis)                                                              | David Michelinie                                                                              | Mark Bagley                                                                                   | Avril 1992                                                                                    |
| Carnage commet des meurtres en série à New York, et tue l'un des collègues de Peter à ESU. Ce dernier mène l'enquête et découvre qu'il est en réalité Cletus Kasady, un tueur en série qui partageait sa cellule de prison avec Eddie Brock. Mary Jane se remet à fumer. Pour arrêter Carnage dans ses meurtres, Peter se résout à remettre Venom en liberté. |                                                                                               |                                                                                               |                                                                                               |                                                                                               |
| |                                                                                               |                                                                                               |                                                                                               |                                                                                               |
| 362 | (Carnage Part 2: Savage Alliance)                                                             | David Michelinie                                                                              | Mark Bagley                                                                                   | Mai 1992                                                                                      |
| Spider-Man et la Torche se rendent sur l'île où se trouve Eddie Brock. Ils réussissent à le convaincre de s'allier à eux pour vaincre Carnage. Ils retrouvent Kasady et se battent contre lui, mais la Torche doit les quitter, leur faisant perdre leur avantage. Carnage s'enfuit et se rend au Bugle pour tuer Jameson. |                                                                                               |                                                                                               |                                                                                               |                                                                                               |
| |                                                                                               |                                                                                               |                                                                                               |                                                                                               |
| 363 | (Carnage, Part 3: Savage Grace)                                                               | David Michelinie                                                                              | Mark Bagley                                                                                   | Juin 1992                                                                                     |
| Carnage s'apprête à tuer Jameson au milieu d'une salle de concert mais est arrêté par Venom et Spider-Man. Spidey utilise la sonorisation de la salle pour affaiblir les symbiotes. Alors que Venom se retourne contre l'Araignée pour la tuer, Mr. Fantastic arrive et immobilise le symbiote. |                                                                                               |                                                                                               |                                                                                               |                                                                                               |
| |                                                                                               |                                                                                               |                                                                                               |                                                                                               |
| 364 | (The Pain of Fast Air)                                                                        | David Michelinie                                                                              | Mark Bagley                                                                                   | Juillet 1992                                                                                  |
| Peter reprend sa vie après avoir vaincu Carnage. Il se bat contre le Shocker, qui est recherché dans tout le pays. D'étranges individus, un homme et une femme ayant une cinquantaine d'années, arrivent à New York par l'avion et cherchent à entrer en contact avec Peter. |                                                                                               |                                                                                               |                                                                                               |                                                                                               |
| |                                                                                               |                                                                                               |                                                                                               |                                                                                               |
| 365 |                                                                                               |                                                                                               |                                                                                               | Août 1992                                                                                     |
| | (Fathers and Sins)                                                                            | David Michelinie                                                                              | Mark Bagley                                                                                   |                                                                                               |
| Peter et Mary Jane se rendent à l'anniversaire de Billy Connors. Tous ignorent les agissements du Lézard, qui a disparu récemment (Spider-Man #5). Il arrive dans l'appartement des Connors et se bat contre l'Araignée, mais réussit à s'enfuir. Spidey part à sa recherche dans les égouts. Le Lézard réussit à se retransformer en le docteur Connors et à garder sa forme humaine. Pendant ce temps, l'étrange couple se rend chez tante May et révèle leur identité. Peter découvre qu'il s'agit de ses parents. |                                                                                               |                                                                                               |                                                                                               |                                                                                               |
| Remarque | Cet épisode se déroule après les évènements de Spider-Man #1 à #5.                            | Cet épisode se déroule après les évènements de Spider-Man #1 à #5.                            | Cet épisode se déroule après les évènements de Spider-Man #1 à #5.                            | Cet épisode se déroule après les évènements de Spider-Man #1 à #5.                            |
| | (The Saga of Spidey's Parents)                                                                | Stan Lee                                                                                      |                                                                                               |                                                                                               |
| Stan Lee raconte comment son frère Larry Lieber et lui-même ont eu l'idée, en 1968, d'écrire une première histoire sur les parents de Peter, Richard et Mary. |                                                                                               |                                                                                               |                                                                                               |                                                                                               |
| | (How I Created Spider-Man)                                                                    | David Michelinie                                                                              | Aaron Lopresti                                                                                |                                                                                               |
| Jameson s'enregistre vocalement pour un futur article. Il narre ce qu'il croit être l'origine de Spider-Man. |                                                                                               |                                                                                               |                                                                                               |                                                                                               |
| Remarque | Cet épisode est une réécriture de Amazing Fantasy #15.                                        | Cet épisode est une réécriture de Amazing Fantasy #15.                                        | Cet épisode est une réécriture de Amazing Fantasy #15.                                        | Cet épisode est une réécriture de Amazing Fantasy #15.                                        |
| | (I Remember Gwen)                                                                             | Stan Lee et Tom DeFalco                                                                       | John Romita Sr.                                                                               |                                                                                               |
| Mary Jane repense à Gwen Stacy et au couple qu'elle formait avec Peter à l'université. |                                                                                               |                                                                                               |                                                                                               |                                                                                               |
| | (A Friend in Need)                                                                            | Tom DeFalco                                                                                   | Tod Smith                                                                                     |                                                                                               |
| Le Prowler résout un conflit sur un chantier de construction. |                                                                                               |                                                                                               |                                                                                               |                                                                                               |
| | (Spider-Man: The First Thirty Years)                                                          | Peter Sanderson                                                                               |                                                                                               |                                                                                               |
| L'auteur récapitule l'histoire de l'Araignée jusqu'à présent. |                                                                                               |                                                                                               |                                                                                               |                                                                                               |
| |                                                                                               |                                                                                               |                                                                                               |                                                                                               |
| 366 | (Skullwork)                                                                                   | David Michelinie                                                                              | Jerry Bingham                                                                                 | Septembre 1992                                                                                |
| Peter apprend que ses parents sont en vie et encaisse le choc. Il mène l'enquête sur Red Skull, l'assassin présumé de ses parents, grâce aux dossiers informatiques du QG des Vengeurs. |                                                                                               |                                                                                               |                                                                                               |                                                                                               |
| |                                                                                               |                                                                                               |                                                                                               |                                                                                               |
| 367 | (Skullduggery)                                                                                | David Michelinie                                                                              | Jerry Bingham                                                                                 | Octobre 1992                                                                                  |
| Spider-Man infiltre le quartier général du Red Skull afin d'accéder aux archives de son organisation secrète. Il y lit des documents au sujet de la mort de ses parents, qui confirment leur version. |                                                                                               |                                                                                               |                                                                                               |                                                                                               |
| |                                                                                               |                                                                                               |                                                                                               |                                                                                               |
| 368 |                                                                                               |                                                                                               |                                                                                               | Novembre 1992                                                                                 |
| | (Invasion of the Spider-Slayers Part 1 of 6: On Razored Wings)                                | David Michelinie                                                                              | Mark Bagley                                                                                   |                                                                                               |
| Spider-Man est attaqué dans la rue par une araignée robotique. Il fait visiter New York à ses parents mais leur visite est interrompue par une nouvelle attaque. |                                                                                               |                                                                                               |                                                                                               |                                                                                               |
| | (Cashing In)                                                                                  | J. M. DeMatteis                                                                               | Aaron Lopresti                                                                                |                                                                                               |
| Jameson propose à Peter d'utiliser les ressources du Bugle pour l'aider à comprendre ce qui est arrivé à ses parents. Peter et lui se battent avant que Robbie n'arrête la confrontation. |                                                                                               |                                                                                               |                                                                                               |                                                                                               |
| |                                                                                               |                                                                                               |                                                                                               |                                                                                               |
| 369 |                                                                                               |                                                                                               |                                                                                               | Novembre 1992                                                                                 |
| | (Invasion of the Spider-Slayers Part 2 of 6: Electric Doom)                                   | David Michelinie                                                                              | Mark Bagley                                                                                   |                                                                                               |
| Alors qu'il fait visiter le campus de son université à ses parents, Peter apprend qu'Electro est en train d'attaquer des passants non loin de là. Il se bat contre lui, mais ils sont interrompus par l'arrivée d'une nouvelle araignée robotique. Felicia, vexée par un mot de Peter, entre en contact avec le Tinkerer. |                                                                                               |                                                                                               |                                                                                               |                                                                                               |
| | (More Bad News)                                                                               | J. M. DeMatteis                                                                               | Tod Smith                                                                                     |                                                                                               |
| Liz se rend à la prison pour rencontrer Harry Osborn. Il se libère de ses chaînes et l'attaque. La police le maîtrise. |                                                                                               |                                                                                               |                                                                                               |                                                                                               |
| |                                                                                               |                                                                                               |                                                                                               |                                                                                               |
| 370 |                                                                                               |                                                                                               |                                                                                               | Décembre 1992                                                                                 |
| | (Invasion of the Spider-Slayers Part 3 of 6: Life Stings)                                     | David Michelinie                                                                              | Mark Bagley                                                                                   |                                                                                               |
| Spider-Man se rend chez le Tinkerer et découvre que la Chatte noire a obtenu de lui un gadget qui lui permet de partiellement retrouver ses pouvoirs. Ils sont attaqués par le Scorpion. Un robot interrompt le combat. Peter soupçonne Mendel Stromm d'être à l'origine de toutes les récentes attaques des robots. Pendant ce temps, un agent du FBI enquête sur les parents de Peter. |                                                                                               |                                                                                               |                                                                                               |                                                                                               |
| | (The Web)                                                                                     | J. M. DeMatteis                                                                               | Aaron Lopresti                                                                                |                                                                                               |
| May rend visite à la tombe de Ben pour lui parler de ce qu'elle ressent à l'égard des parents de Peter et de leur retour. |                                                                                               |                                                                                               |                                                                                               |                                                                                               |
| |                                                                                               |                                                                                               |                                                                                               |                                                                                               |
| 371 |                                                                                               |                                                                                               |                                                                                               | Décembre 1992                                                                                 |
| | (Invasion of the Spider-Slayers Part 4 of 6: One Clue Over the Cuckoo's Nest)                 | David Michelinie                                                                              | Mark Bagley                                                                                   |                                                                                               |
| Peter persiste à croire que ceux qui disent être ses parents sont peut-être des imposteurs. Spider-Man et la Chatte noire coopèrent pour détruire un robot-tueur. L'agent du FBI qui suivait Richard et Mary les force à monter dans sa voiture. |                                                                                               |                                                                                               |                                                                                               |                                                                                               |
| | (Strained Relations)                                                                          | Al Milgrom                                                                                    | Aaron Lopresti                                                                                |                                                                                               |
| Mary Jane se rend à un tournage. Elle se perd dans ses pensées en se remémorant sa difficile enfance. |                                                                                               |                                                                                               |                                                                                               |                                                                                               |
| |                                                                                               |                                                                                               |                                                                                               |                                                                                               |
| 372 |                                                                                               |                                                                                               |                                                                                               | Janvier 1993                                                                                  |
| | (Invasion of the Spider-Slayers Part 5 of 6: Arachnophobia Too)                               | David Michelinie                                                                              | Mark Bagley                                                                                   |                                                                                               |
| Le créateur des robots tueurs met en branle la construction du robot tueur ultime. Spider-Man et la Chatte noire réussissent à le détruire. Peter suit l'agent du FBI qui amène ses parents dans un entrepôt abandonné, et apprend qu'il s'agit en réalité d'une taupe envoyée par le Red Skull. |                                                                                               |                                                                                               |                                                                                               |                                                                                               |
| | (Punch... Counter Punch)                                                                      | Al Milgrom                                                                                    | Aaron Lopresti                                                                                |                                                                                               |
| Flash et Peter décident d'organiser un match de boxe car leur dernier, au lycée, n'avait jamais été achevé. Flash parle à Peter de son père décédé. |                                                                                               |                                                                                               |                                                                                               |                                                                                               |
| |                                                                                               |                                                                                               |                                                                                               |                                                                                               |
| 373 |                                                                                               |                                                                                               |                                                                                               | Janvier 1993                                                                                  |
| | (Invasion of the Spider-Slayers Part 6 of 6: The Bedlam Perspective)                          | David Michelinie                                                                              | Mark Bagley                                                                                   |                                                                                               |
| Peter sauve ses parents du faux agent du FBI. Il réussit à localiser le repère d'Alistair Smythe, qui a créé les robots tueurs. Il le bat. Retournant à New York, il dîne avec Mary Jane en réconciliation. Il lui dit qu'il réfléchit à dire à ses parents qu'il est l'Araignée. |                                                                                               |                                                                                               |                                                                                               |                                                                                               |
| | (The Getaway Scream)                                                                          | J. M. DeMatteis                                                                               | Todd Smith                                                                                    |                                                                                               |
| Eddie Brock, qui était retenu prisonnier dans une cellule spécifiquement créée pour affaiblir le symbiote, réussit à s'échapper grâce à l'imprudence de ses geôliers. Il découvre dans le Bugle que les parents de Peter Parker sont en vie. |                                                                                               |                                                                                               |                                                                                               |                                                                                               |
| |                                                                                               |                                                                                               |                                                                                               |                                                                                               |
| 374 | (Murder on Parade)                                                                            | David Michelinie                                                                              | Mark Bagley                                                                                   | Février 1993                                                                                  |
| Peter et Mary Jane vont faire du patin à glace dans le centre-ville avec Richard et Mary. Au Bugle, Peter apprend que Venom s'est échappé de sa cellule et s'approche de New York. Eddie Brock va à la rencontre de Richard et Mary, mais Spider-Man l'arrête à temps. Ils se battent, et l'Araignée est mise K.O. Venom enlève les parents de Peter. |                                                                                               |                                                                                               |                                                                                               |                                                                                               |
| |                                                                                               |                                                                                               |                                                                                               |                                                                                               |
| 375 |                                                                                               |                                                                                               |                                                                                               | Mars 1993                                                                                     |
| | (The Bride of Venom)                                                                          | David Michelinie                                                                              | Mark Bagley                                                                                   |                                                                                               |
| Venom garde les parents de Peter dans un entrepôt. Spider-Man vient les délivrer. Le combat est interrompu quand Brock rencontre Annie, son ancienne fiancée. Peter et Brock passent un accord : l'Araignée ne vient plus le chercher, et Venom n'interférera plus dans sa vie. |                                                                                               |                                                                                               |                                                                                               |                                                                                               |
| | (True Friends)                                                                                | Tom DeFalco                                                                                   | Pat Olliffe                                                                                   |                                                                                               |
| Spider-Man apprend que la Torche humaine a mis le feu à ESU. Il s'y rend et découvre qu'il est en train de se battre contre les hommes de main de Silver Sable. Après le combat, la Torche se remémore sa première rencontre avec l'Araignée. |                                                                                               |                                                                                               |                                                                                               |                                                                                               |
| | (The Monster Within)                                                                          | Eric Fein                                                                                     | Dan Panosian                                                                                  |                                                                                               |
| Jameson demande à son fils, John Jameson, qui était auparavant un astronaute, de devenir un reporter pour le Bugle. |                                                                                               |                                                                                               |                                                                                               |                                                                                               |
| | (Echoes)                                                                                      | Terry Kavanagh                                                                                | Aaron Lopresti                                                                                |                                                                                               |
| Des enfants se rendent sur la tombe de Kraven et la fausse tombe qu'il avait construite pour Spider-Man. Ils profanent les tombes. Le Caméléon arrive et jure de venger Kraven. |                                                                                               |                                                                                               |                                                                                               |                                                                                               |
| |                                                                                               |                                                                                               |                                                                                               |                                                                                               |
| 376 | (Guilt by Association)                                                                        | David Michelinie                                                                              | Jeff Johnson                                                                                  | Avril 1993                                                                                    |
| Mary Jane est inquiète car, à cause de chutes d'audience, les réalisateurs de la série dans laquelle elle joue ont décidé de réduire l'importance de son personnage. Peter accompagne ses parents à une conférence qu'ils donnent, à ESU, au sujet du système carcéral soviétique. L'Araignée se bat contre un super-criminel du nom de Styx. |                                                                                               |                                                                                               |                                                                                               |                                                                                               |
| |                                                                                               |                                                                                               |                                                                                               |                                                                                               |
| 377 | (Dust to Dust)                                                                                | David Michelinie et Steven Grant                                                              | Jeff Johnson                                                                                  | Mai 1993                                                                                      |
| Spider-Man se bat contre Cardiac. Richard et Mary visitent le bâtiment du Daily Bugle et découvrent que le journal a publié un recueil des photos de l'Araignée prises par Peter. |                                                                                               |                                                                                               |                                                                                               |                                                                                               |
| |                                                                                               |                                                                                               |                                                                                               |                                                                                               |
| 378 | (Maximum Carnage Part 3 of 14: Demons, On Broadway)                                           | David Michelinie                                                                              | Mark Bagley                                                                                   | Juin 1993                                                                                     |
| Spider-Man essaie de réconforter Cloak, qui est désespéré par la capture de Dagger par Carnage. Spidey repense aux morts de son oncle Ben, de Gwen et de Harry. Il est attaqué par le Démogoblin. Venom retrouve Carnage et l'affronte. Quelques heures plus tard, à moitié inconscient, il sonne à la porte de l'appartement de Peter et Mary Jane. |                                                                                               |                                                                                               |                                                                                               |                                                                                               |
| |                                                                                               |                                                                                               |                                                                                               |                                                                                               |
| 379 | (Maximum Carnage Part 7 of 14: The Gathering Storm)                                           | David Michelinie                                                                              | Mark Bagley                                                                                   | Juillet 1993                                                                                  |
| Spider-Man, Venom et la Chatte noire s'infiltrent dans le building des Quatre fantastiques, qui a récemment été très endommagé (à l'occasion de l'Infinity War), pour récupérer un pistolet à ultrasons de Reed Richards. Il est le seul objet qui permet de faire se séparer le symbiote de Kasady. Firestar vient en renfort. |                                                                                               |                                                                                               |                                                                                               |                                                                                               |
| |                                                                                               |                                                                                               |                                                                                               |                                                                                               |
| 380 | (Maximum Carnage Part 11 of 14: Soldiers of Hope)                                             | David Michelinie                                                                              | Mark Bagley                                                                                   | Août 1993                                                                                     |
| Venom est retenu prisonnier par Carnage, qui le torture. Captain America, Iron Fist, Firestar et Deathlok le traquent jusqu'à la statue de la Liberté. Les habitants de New York sont pris de folie, l'ordre est donné de rester chez soi. Après un moment de doute, Spider-Man reprend le combat. |                                                                                               |                                                                                               |                                                                                               |                                                                                               |
| |                                                                                               |                                                                                               |                                                                                               |                                                                                               |
| 381 | (Samson Unleashed)                                                                            | David Michelinie                                                                              | Mark Bagley                                                                                   | Septembre 1993                                                                                |
| Peter et Mary Jane se remettent des évènements de Maximum Carnage. Hulk rentre à New York et rencontrent le docteur Samson. Ce dernier subit une expérience scientifique qui tourne mal, devient méchant et obtient des super-pouvoirs. L'Araignée essaie de l'arrêter. Pendant ce temps, May trouve le comportement de Richard Parker étrange. |                                                                                               |                                                                                               |                                                                                               |                                                                                               |
| |                                                                                               |                                                                                               |                                                                                               |                                                                                               |
| 382 | (Emerald Rage)                                                                                | David Michelinie                                                                              | Mark Bagley                                                                                   | Octobre 1993                                                                                  |
| Samson attaque Hulk. Spider-Man arrive et aide ce dernier. May embauche un détective privé pour lui demander d'enquête sur Richard et Mary, dont il considère le comportement louche. L'Araignée arrête Hulk avant qu'il ne tue Samson, et le fait reprendre ses esprits. |                                                                                               |                                                                                               |                                                                                               |                                                                                               |
| |                                                                                               |                                                                                               |                                                                                               |                                                                                               |
| 383 | (Trial by Jury Part 1: Judgement Night)                                                       | David Michelinie                                                                              | Mark Bagley                                                                                   | Novembre 1993                                                                                 |
| Une société de sécurité privée assemble une équipe de tueurs pour rendre la justice au sujet de ce qu'il s'est passé avec le Symbiote. Peter se rend à Empire State University, mais il craint de ne pas valider ses cours obligatoires. Pendant la nuit, alors qu'il se balance dans New York, il est attaqué par la petite armée montée par la société de sécurité, qui l'enlève et le séquestre. May se confie à Mary Jane sur ses doutes au sujet des parents de Peter.                                           |                                                                                               |                                                                                               |                                                                                               |                                                                                               |
| |                                                                                               |                                                                                               |                                                                                               |                                                                                               |
| 384 | (Trial by Jury Part 2: Dreams of Innocence)                                                   | David Michelinie                                                                              | Mark Bagley                                                                                   | Décembre 1993                                                                                 |
| Mary et Richard Parker sont recrutés par l'ONU comme traducteurs anglais-russe. Spider-Man subit un interrogatoire et un jugement de la part de la société privée de sécurité et apprend qu'à cause du Symbiote, un proche du PDG de l'entreprise est mort. |                                                                                               |                                                                                               |                                                                                               |                                                                                               |
| |                                                                                               |                                                                                               |                                                                                               |                                                                                               |
| 385 | (Trial by Jury Part 3: Rough Justice)                                                         | David Michelinie                                                                              | Mark Bagley                                                                                   | Janvier 1994                                                                                  |
| Spider-Man est condamné à mort par l'entreprise de sécurité privée. Il réussit à s'échapper avant d'être tué. Peter apprend que Mary Jane a recommencé à fumer, alors il l'emmène voir leur ancien propriétaire, qui souffre d'un cancer des poumons à cause de la cigarette. MJ arrête de fumer. |                                                                                               |                                                                                               |                                                                                               |                                                                                               |
| |                                                                                               |                                                                                               |                                                                                               |                                                                                               |
| 386 | (Lifetheft Part 1: The Wings of Age)                                                          | David Michelinie                                                                              | Mark Bagley                                                                                   | Février 1994                                                                                  |
| Le Vautour réussit à s'échapper de la prison Ryker. Peter apprend que May a embauché un détective privé pour traquer ses parents, et lui en veut pour cela. Liz a obligé Peter et Mary Jane à quitter l'appartement qu'elle leur louait. Ils emménagent dans leur nouvel appartement. |                                                                                               |                                                                                               |                                                                                               |                                                                                               |
| |                                                                                               |                                                                                               |                                                                                               |                                                                                               |
| 387 | (Lifetheft Part 2: The Thief of Years)                                                        | David Michelinie                                                                              | Mark Bagley                                                                                   | Mars 1994                                                                                     |
| Le Vautour a réussi, grâce à une machine créée par une scientifique d'ESU, à rajeunir. Cela s'est toutefois fait au détriment de Peter, qui est devenu vieux. Les effets subsident quelques heures plus tard. Peter révèle son identité à ses parents. |                                                                                               |                                                                                               |                                                                                               |                                                                                               |
| |                                                                                               |                                                                                               |                                                                                               |                                                                                               |
| 388 |                                                                                               |                                                                                               |                                                                                               | Avril 1994                                                                                    |
| | (Lifetheft Part 3: The Sadness of Truth)                                                      | David Michelinie                                                                              | Mark Bagley                                                                                   |                                                                                               |
| Le Vautour rencontre le Caméléon et ils décident de collaborer. Alors que Spider-Man arrive, il apprend du Caméléon que ses parents ne sont en réalité pas des êtres humains, mais des robots, programmés pour le tuer. L'Araignée se bat contre le Vautour, mais ses parents sont tués dans le processus. Peter se promet de les venger. |                                                                                               |                                                                                               |                                                                                               |                                                                                               |
| | (Venom: The Lost Days)                                                                        | David Michelinie                                                                              | Ron Lim                                                                                       |                                                                                               |
| Ce chapitre raconte l'histoire de Web of Spider-Man #18 à #24, du point de vue de Venom. |                                                                                               |                                                                                               |                                                                                               |                                                                                               |
| Remarque | Cette histoire est la version longue de ce qui a été montré dans Web of Spider-Man #18 à #24. | Cette histoire est la version longue de ce qui a été montré dans Web of Spider-Man #18 à #24. | Cette histoire est la version longue de ce qui a été montré dans Web of Spider-Man #18 à #24. | Cette histoire est la version longue de ce qui a été montré dans Web of Spider-Man #18 à #24. |
| | (My Enemy's Enemy)                                                                            | David Michelinie                                                                              | Larry Alexander                                                                               |                                                                                               |
| Cardiac et Chance se rencontrent. |                                                                                               |                                                                                               |                                                                                               |                                                                                               |
| |                                                                                               |                                                                                               |                                                                                               |                                                                                               |
| 389 | (Pursuit Part Four: The Faceless Man)                                                         | J. M. DeMatteis                                                                               | Mark Bagley                                                                                   | Mai 1994                                                                                      |
| Spider-Man retourne au château de Kraven, où il l'avait enterré vivant il y a quelques années. Il y trouve le Caméléon et se bat contre lui. Alors qu'il active l'ordinateur central du château, celui qu'utilisait le Caméléon, il trouve des dossiers sur sa famille et sur Peter. Le visage d'Hary Osborn, dans le costume du Bouffon Vert, apparaît. Il avait tout organisé depuis le début pour se venger de lui.                                                                                                |                                                                                               |                                                                                               |                                                                                               |                                                                                               |
| Remarque | Cette histoire poursuit celle de Web of Spider-Man #112 et conclut la saga Pursuit.           | Cette histoire poursuit celle de Web of Spider-Man #112 et conclut la saga Pursuit.           | Cette histoire poursuit celle de Web of Spider-Man #112 et conclut la saga Pursuit.           | Cette histoire poursuit celle de Web of Spider-Man #112 et conclut la saga Pursuit.           |
| |                                                                                               |                                                                                               |                                                                                               |                                                                                               |
| 390 | (Shrieking Part 1: Behind the Walls)                                                          | J. M. DeMatteis                                                                               | Mark Bagley                                                                                   | Juin 1994                                                                                     |
| Peter fait le deuil de sa relation avec Harry Osborn grâce à Mary Jane. Le docteur Kafka prend en charge un nouveau patient, Malcom McBride, atteint de troubles mentaux lourds. Shriek réussit à s'échapper de sa cellule et emmène Malcom McBride avec lui. |                                                                                               |                                                                                               |                                                                                               |                                                                                               |
| |                                                                                               |                                                                                               |                                                                                               |                                                                                               |
| 391 | (Shrieking Part 2: The Burning Fuse)                                                          | J. M. DeMatteis                                                                               | Mark Bagley                                                                                   | Juillet 1994                                                                                  |
| Spider-Man se rend à Ravencroft et apprend que Shriek et McBride se sont échappés. Shriek essaie de faire retrouver à McBride les pouvoirs dont il avait fait montre quand il était Carrion. Mary Jane rend visite à May, mais elles se disputent. May a une attaque cardiaque. |                                                                                               |                                                                                               |                                                                                               |                                                                                               |
| |                                                                                               |                                                                                               |                                                                                               |                                                                                               |
| 392 | (Shrieking Part 3: The Cocoon)                                                                | J. M. DeMatteis                                                                               | Mark Bagley                                                                                   | Août 1994                                                                                     |
| Malcom McBride redevient Carrion et attaque l'Araignée, qui est forcée de fuir. May est transportée à l'hôpital. Peter retourne chez lui mais apprend l'état de santé de sa tante. |                                                                                               |                                                                                               |                                                                                               |                                                                                               |
| |                                                                                               |                                                                                               |                                                                                               |                                                                                               |
| 393 | (Shrieking Part 3: Mother Love... Mother Hate)                                                | J. M. DeMatteis                                                                               | Mark Bagley                                                                                   | Septembre 1994                                                                                |
| Peter se rend sur la tombe de Gwen Stacy, où il dépose une rose. Il enfile son costume et retrouve Shriek et Carrion pour en finir. Shriek se sacrifie pour Carrion, son fils, et absorbe ses pouvoirs, ce qui lui rend sa forme humaine. Spider-Man l'emmène d'urgence à l'hôpital pour qu'elle soit soignée. Rentrant chez lui, Peter trouve une note de Mary Jane qui lui annonce qu'elle s'en va. |                                                                                               |                                                                                               |                                                                                               |                                                                                               |

- Cet article est partiellement ou en totalité issu de l'article intitulé « Liste des épisodes de Spider-Man » (voir la liste des auteurs).